# Costa Viola
Costa Viola este o arie protejată (arie de protecție specială avifaunistică — SPA) din Italia întinsă pe o suprafață de 29.425 ha, din care 37 % marine.

## Localizare
Centrul sitului Costa Viola este situat la coordonatele 38°12′45″N 15°43′48″E / 38.212426°N 15.730036°E.

## Înființare
Situl Costa Viola a fost declarat arie de protecție specială avifaunistică în mai 2005 pentru a proteja 2 specii de plante și 27 de specii de animale.

## Biodiversitate
Situată în ecoregiunea mediteraneană, aria protejată conține 13 habitate naturale: Faleze cu vegetație de Limonium spp. endemic de pe coastele mediteraneene, Tufărișuri termo-mediteraneene și de pre-deșert, Lande oro-mediteraneene cu formațiuni endemice de grozamă, Păduri de Quercus ilex și Quercus rotundifolia, Iazuri temporare mediteraneene, Pajiști umede mediteraneene cu ierburi înalte de Molinio-Holoschoenion, Izvoare petrifiante cu formare de travertin (Cratoneurion), Pante stâncoase calcaroase cu vegetație casmofită, Straturi cu Posidonia (Posidonion oceanicae), Păduri aluvionare cu Alnus glutinosa și Fraxinus excelsior (Alno-Padion, Alnion incanae, Salicion albae), Păduri de Quercus suber, Vegetație anuală la limita mareei, Păduri pe pante, grohotișuri și ravene de Tilio-Acerion.
La baza desemnării sitului se află mai multe specii protejate:
- plante (2): Dianthus rupicola, Woodwardia radicans
- păsări (26): acvilă de munte (Aquila chrysaetos), Aquila fasciata, acvilă de câmp (Aquila heliaca), șorecar mare (Buteo rufinus), barză albă (Ciconia ciconia), barză neagră (Ciconia nigra), șerpar (Circaetus gallicus), erete de stuf (Circus aeruginosus), erete vânăt (Circus cyaneus), erete alb (Circus macrourus), erete cenușiu (Circus pygargus), acvilă țipătoare (Clanga clanga), acvilă-țipătoare-mică (Clanga pomarina), Falco eleonorae, Falco naumanni, șoim călător (Falco peregrinus), șoimul rândunelelor (Falco subbuteo), vânturel de seară (Falco vespertinus), cocor (Grus grus), vulturul pleșuv sur (Gyps fulvus), acvilă pitică (Hieraaetus pennatus), gaia neagră (Milvus migrans), gaia roșie (Milvus milvus), vultur egiptean (Neophron percnopterus), vultur pescar (Pandion haliaetus), viespar (Pernis apivorus)
- mamifere (1): liliacul mic cu potcoavă (Rhinolophus hipposideros)

Pe lângă speciile protejate, pe teritoriul sitului au mai fost identificate 2 specii de plante, 2 specii de mamifere.